# Črnjanski harmonikaši
Črnjanski harmonikaši so ljubiteljska glasbena skupina, sestavljena iz 6-ih harmonikarjev in baritonista. Ime skupine izhaja iz imena kraja Črna na Koroškem. Ustanovljena je bila leta 1998. Leta 2002 je izšla prva kaseta z njihovo glasbo. Črnjanski harmonikaši delujejo v okviru kulturnega društva (KUD) Franc Piko v Črni. Vsako leto so prirejali tudi tradicionalni božično novoletni nastop v Črni na Koroškem.

## Člani Črnjanskih harmonikašev

### Zdajšni člani:
- Marko Adamič
- Jani Cigale
- Zoran Dlopst
- Franc Knez
- Lovro Knez
- Vili Obretan
- Rudi Pogladič

### Bivši član:
- Boštjan Mlačnik
- Niko Kranjc